# Loveći Amy
Loveći Amy (eng. Chasing Amy) je američka romantična komedija iz 1997. koju je napisao i režirao Kevin Smith, a glavne uloge tumače Ben Affleck, Joey Lauren Adams, Jason Lee, Dwight Ewell, Jason Mewes i sam Smith. Radnja se odvija oko crtača stripa, Holdena, koji se zaljubi u lezbijku Alyssu. Bio je to treći Smithov film, te je ponovno stekao priznanje kritičara. Iako u biti ljubavni film, Amy ima tipične Smithove satirične šale, u rasponu od seksualnih promatranja do referenci na Ratove zvijezda.
Film je zaradio 12,02 milijuna USD u američkim kinima, što ga je činilo tek 110. najkomercijalnijim filmom godine.

## Radnja
Crtači stripa Holden McNeill i Banky Edwards zajedno prave strip serijal Bluntman i Chronic. Na jednoj strip konvenciji, Holden upoznaje crtačicu Alyssu, te se ubrzo zaljubi u nju. Pošto oni zajedno izlaze na pića te se često šale, on pretpostavlja da se ona i njemu sviđa, sve dok se ne šokira kada sazna da je ona lezbijka. Ipak, odluči ostati prijatelj s njom. Banky pak smatra da ga ona samo sputava te narušava njihov zajednički rad i prijateljstvo. Holden naposljetku prizna Alyssi da ne može više biti prijatelj s njom jer gaji dublje osjećaje za nju. Začudo, ona pristane te oni završe u krevetu i postanu par, na čuđenje Bankyja.
Kada mu Alyssa prizna svoja seksualna iskustva, Holden se iznenadi te smatra da joj nije dovoljan. Banky i dalje ima animozitet prema njoj te joj ne vjeruje. Kako bi se riješio taj sukob, Holden predloži seks u troje. Time smatra da će biti na istoj razini kao i Alyssa, dok će se Banky opustiti prema njoj. Alyssa odbija jer je završila s tom fazom života te ne želi sudjelovati u eksperimentu. Nakon toga, veza se raspadne. Godinu dana kasnije, Holden i Alyssa se ponovno sretnu na jednoj strip konvenciji, te još uvijek imaju osjećaje jedno za drugo. Holden joj pokaže strip, Proganjajući Amy, u kojem je svoje dogodovštine i neuspjelu vezu s njom stavio u priču.

## Glumci
| - Ben Affleck - Holden McNeil - Joey Lauren Adams - Alyssa Jones - Jason Lee - Banky Edwards - Dwight Ewell - Hooper X - Jason Mewes - Jay - Kevin Smith - Silent Bob - Ethan Suplee - Fan | - Scott Mosier - Kolekcionar - Casey Affleck - Malo dijete - Matt Damon - Shawn Oran - Brian O'Halloran - Jim Hicks - Carmen Llywelyn - Kim - Guinevere Turner - Pjevač - Joe Quesada - on sam |

## Nagrade
Nagrada nezavisnog duha
- Osvojeno
  - najbolji sporedni glumac - Jason Lee
  - najbolji scenarij
- Nominacije
  - Najbolji film

Zlatni globus
- Nominacije
  - najbolja glumica u komediji ili mjuziklu - Joey Lauren Adams

## Kritike
| „              | Ovo je mogao biti početak zapleta za ispraznu seks-komediju, ali Smith je ambiciozniji i suptilniji. Dok na površini film bliješti s oštrim, ironičnim dijalozima, stvaraju se dublji odnosi, te se Loveći Amy razvija u film s dirljivim uvidima. Većina romantičnih komedija stavljaju lažne prepreke na putu prave ljubavi, ali Smith zna da na jednoj razini nema ničegfa smiješnoga o ljubavi: to je ozbiljna stvar, u kojoj je tvoje cijelo biće u opasnosti (zato ljubavnici mogu biti tako smiješni za ostatak nas). Ali za Smitha, Loveći Amy predstavlja velik korak naprijed u rang najzanimljivijih novih redatelja današnjice...Poput Tarantina, on je voljan slijediti likove u teme koje ih opsjedaju, čak i kada skreću sa priče. Ovdje, primjerice, dobivamo urnebesan govor na strip konvenciji o rasizmu bijelog imperijalizma "Svete trilogije" (Ratovi zvijezda), kojeg daje odličan lik zvan Hooper (Dwight Ewell)--gay crnac čija militantna mržnja je dijelom zezancija a dijelom prava bol skrivena u ironiju. | ” |
| — Roger Ebert, | |   |

| „                 | Loveći Amy najsuptilniji je i najzreliji dio njegove humoristične trilogije o New Jerseyju, kojemu su prethodili Trgovci i Štakori iz šoping centra. U njemu se Kevin Smith potpuno neočekivanom dubinom posvetio istraživanju odnosa muškarac - ženaa, žena - žena, muškarac - muškarac kroz priču o dvojici najboljih prijatelja, crtačima stripova...Osim odličnih karakterističnih zafrkantskih dijaloga, cinizma i ironije, Smith se više nego ikada prije bavi otvorenim iskazivanjima emocija. Vrlo inteligentno kroz usta svojih junaka postavlja pitanja koja bi mnogi od nas postavili da se nađu u sličnim situacijama, samo kad se ne bi plašili da će ispasti glupi (recimo, kako jedna djevojka može poševiti drugu bez umjetnih pomagala?), a odmah i daje i odgovore na njih. I ovoga puta njegovi likovi, dakle, ponovno puno pričaju, većinom o seksu, ali je Smith poradio i na obogaćivanju svoga vizualnoga stila. | ” |
| — Arsen Oremović, | |   |

## Vanjske poveznice
- Službena stranica
- Loveći Amy u internetskoj bazi filmova IMDb-a
- Loveći Amy na Box Office Mojo
- Loveći Amy na Rotten Tomatoes